# Chalandray
Chalandray is een gemeente in het Franse departement Vienne (regio Nouvelle-Aquitaine). De gemeente telde 794 inwoners op 1 januari 2022. De plaats maakt deel uit van het arrondissement Poitiers.

## Geschiedenis
De gemeente werd aan het einde van de achttiende eeuw opgericht. In 1819 werd de voormalige gemeente Cramard opgeheven en gevoegd bij Chalandray.

## Geografie
De oppervlakte van Chalandray bedraagt 24,8 km², de bevolkingsdichtheid is 27,1 inwoners per km².
De onderstaande kaart toont de ligging van Chalandray met de belangrijkste infrastructuur en aangrenzende gemeenten.

## Demografie
Onderstaande figuur toont het verloop van het inwonertal (bron: INSEE-tellingen).